# جی کارنی
جیمز "جی" کارنی (به انگلیسی: James "Jay" Carney) سخنگوی کاخ سفید بود. وی دومین سخنگوی کاخ سفید از زمان ریاست جمهوری باراک اوباما بود. پیش از او رابرت گیبس سخنگوی کاخ سفید بود. کارنی پیشتر رئیس دفتر مجله تایم در واشینگتن بود.

## زندگی
کارنی در ۲۲ می ۱۹۶۵ در شهر واشینگتن، دی. سی. به دنیا آمد، در ویرجینیا بزرگ شد و دوران دبیرستان را در نیوجرسی سپری نمود. او مدرک لیسانس خود را در حوزه پژوهشهای روسیه و اروپای شرقی از دانشگاه ییل به دست آورد. وی هم‌اکنون با همسرش کلیر شیپمن (که خبرنگار ای‌بی‌سی نیوز می‌باشد) و دو فرزندش در واشینگتن، دی.سی. زندگی می‌کند.